# Gråhalsad chachalaca
Gråhalsad chachalaca (Ortalis canicollis) är en fågel i familjen trädhöns inom ordningen hönsfåglar.

## Utseende och läte
Gråhalsad chachalaca är en stor och ljudlig fågel med lång stjärt. Fjäderdräkten är rätt enfärgat brun med endast lite kontrast mellan huvudet och resten av kroppen. Lokalt kan den överlappa med spräcklig chachalaca, men denna har tydliga vita kanter på strup- och bröstfjädrarna samt har mörk bar hud på tygel och runt ögonen. Sången består av en högljudd serie typisk för släktet, en rullande duett som återges som "bink, ka chee chaw raw taw, chaw raw taw, chaw raw taw". Bland lätena hörs låga "cha-cha-cha".

## Utbredning och systematik
Gråhalsad chachalaca delas in i två underarter med följande utbredning:
- Ortalis canicollis canicollis – Gran Chaco i östra Bolivia till västra Paraguay och norra Argentina
- Ortalis canicollis pantanalensis – västra Brasilien (sydvästra Mato Grosso)

## Levnadssätt
Gråhalsad chachalaca hittas i sumpskogar, savann och ungskog. Där ses den i grupper, ibland bestånede av över 30 fåglar. Den lever av frukt och frön som den hittar i träd eller på marken.

## Status och hot
Arten har ett stort utbredningsområde, men tros minska i antal, dock inte tillräckligt kraftigt för att den ska betraktas som hotad. Internationella naturvårdsunionen IUCN listar arten som livskraftig (LC).